# グーハインソン区
グーハインソン区（グーハインソンく、ベトナム語：Quận Ngũ Hành Sơn / 郡五行山）は、ベトナム社会主義共和国のダナン市に存在する区 (郡)。

## 行政区画
グーハインソンは4の坊を有する。
- ミーアン坊（Mỹ An / 美安）
- クエミー坊（Khuê Mỹ / 奎美）
- ホアクイ坊（Hòa Quý / 和貴）
- ホアハイ坊（Hòa Hải/ 和海）